# Isoetes durieui
Isoetes durieui
Espèce
Synonymes
- Calamaria durieui (Bory) Kuntze, 1891
- soetella durieui (Bory) Gennari, 1862

Statut de conservation UICN

 LC  : Préoccupation mineure
Isoetes durieui ou Isoète de Durieu, est une petite plante herbacée de la famille des isoetacées qui pousse dans des habitats saisonnièrement inondés.

## Taxonomie

### Étymologie
Cette espèce a été dédiée à Michel Charles Durieu de Maisonneuve, un botaniste français qui participa à une expédition scientifique en Algérie d’où cette plante fut décrite.

## Description
C’est une plante terrestre, vivace au développement hivernal et a fructification printanière. Les feuilles font de 4 à 10 cm de longueur, sont étroites et assez coriaces, disposées en rosette au ras du sol (ou parfois redressées) et se dessèchent dès la maturation des spores et disparaissent rapidement ensuite. Les bulbes sont souvent profondément enterrés, entourés d’écailles (appelés « phyllopodes ») correspondant aux restes sclérifiés des anciennes bases foliaires. Le sporanges sont recouvert d’un voile complet. Les mégaspores sont particulièrement grosses (600 à 800 μm de diamètre) à la surface alvéolée, ce qui la distingue d’ I. histrix qui lui ressemble beaucoup et pousse dans les mêmes milieux.

## Écologie
Il s’agit d’une plante silicicole des pelouses méditerranéennes rases, humide ou suintante (parfois temporairement inondées) en hiver et au début du printemps puis s’asséchant ensuite : replats rocheux à flanc de coteaux, bords de ruisseaux et de mares temporaire, zones fraîche dans les vides du maquis. Elle forme parfois des populations denses, à basse altitude le plus souvent, jusqu’à 300–400 m en général, mais a été déjà observée jusque vers 1 000 m en Corse et en Italie.

## Répartition
Elle se trouve principalement sur le bassin méditerranéen.
En Europe, ont la trouve au Portugal,  au sud-ouest de l’Espagne, des Baléares (Minorque), en Catalogne, en France méditerranéennes et Corse, en Italie, le long de la côte tyrrhénienne, de la Liguirie à la Calabre, en Sardaigne et Sicile, en Grèce et île de Karpathos près de la Crète.
Hors d’Europe, ont la trouve en Afrique du Nord (Maroc, Algérie, Tunisie), Turquie et Liban.

## Conservation
L’espèce est considérée comme menacée. Elles inscrite sur la liste rouge des espèces menacées en Europe et en France. Par ailleurs, l’espèce est protégée en France depuis un arrêté du 20 janvier 1982 fixant la liste des espèces végétales protégées sur l'ensemble du territoire.